# Magnano
Magnano (piemontiul: Magnan) település Olaszországban, Piemont régióban, Biella megyében. Lakosainak száma 354 fő (2023. január 1.). Magnano Bollengo, Cerrione, Palazzo Canavese, Piverone, Torrazzo, Zimone és Zubiena községekkel határos.

## Népesség
A település lakossága az elmúlt években az alábbi módon változott:
| Lakosok száma | 405  | 398  | 354  |
|               | 2017 | 2018 | 2023 |